# 前泊正人
前泊 正人（まえどまり まさと、1977年〈昭和52年〉7月6日 - ）は、日本の政治家。沖縄県竹富町長（1期）。

## 来歴
沖縄県石垣市登野城出身。沖縄県立沖縄水産高等学校を経て、九州共立大学を卒業。卒業後は、竹富町役場臨時職員として勤務した。2008年（平成20年）に町職員として本採用された後は、水道課や防災危機管理課などで勤務した。
2022年（令和4年）2月13日、竹富町の西大舛高旬町長（当時）が官製談合防止法違反などの疑いで逮捕された。同年3月4日に西大舛は辞職。西大舛の辞職に伴う町長選挙出馬のため、教育委員会社会文化課課長補佐で退職。町長選挙では知名度不足が課題だったものの、各島を丹念に回って若年層の支援に繋げたこと、保革双方の有力者や公明党八重山連合支部の支持を得たことが功を奏し、序盤から優勢ムードを保った。また、選挙戦では西大舛高旬前町長による汚職辞職を受けて、その再発防止や行政改革が争点となった他、役場の西表島大原庁舎のあり方も争点となり、前泊は事業費が多額となることを理由として西大舛町政が進めてきた複合型施設計画の見直しや適正規模で整備することを訴え、西銘恒三郎沖縄及び北方対策担当大臣（当時）らの支援を受けた前竹富町議会議員の那根操を破り、初当選。当選後、投票日の4月17日から任期が始まったが、19日までは大浜知司副町長が職務代理者を務めた。
※当日有権者数：3,219人 最終投票率：82.17%（前回比： 0.01pts）
| 候補者名 | 年齢 | 所属党派 | 新旧別 | 得票数  | 得票率 | 推薦・支持               |
| -------- | ---- | -------- | ------ | ------- | ------ | ------------------------ |
| 前泊正人 | 44   | 無所属   | 新     | 1,578票 | 60.72% | 公明党八重山連合支部支持 |
| 那根操   | 70   | 無所属   | 新     | 1,021票 | 39.28% |                          |

## 町政

### 訪問税
観光客が持ち込むゴミの処理、町内における公衆無線LANの整備、トイレや水道施設の改修など、観光客を呼び込む際に必要なインフラ整備が課題となっている中で、前泊は町長就任後、自主財源確保のために訪問税導入の検討を始め、普通税として町民及び町内の事業者、通学生、未就学児、修学旅行生などを除いた町内への来訪者に対し、1人あたり2000円程度の負担を求めることが有識者の報告書でまとめられた。これを受け、竹富町の各島で住民説明会が開催され、町民から観光への影響を懸念する声が挙がり、前泊は住民の不安に配慮する必要があるとし、1000円に減額することを決定した。2024年（令和6年）6月に徴収額などを定めた条例案を町議会定例会に提出する予定だったが、徴収を担うこととなる船会社への理解が得られていないことを理由に見送られた。

### 多機能型貨物輸送船
前泊は、2024年（令和6年）3月の町議会定例会における2024年度施政方針演説で多機能型貨物船の造船に着手することを説明し、同年7月16日、東洋造船鉄工との「多機能型貨物輸送船の設計・建造事業の工事委託契約」が町議会臨時会で全会一致で可決された。